# Adviessnelheid

Nederlands verkeersbord dat een adviessnelheid aangeeft

Een adviessnelheid wordt plaatselijk toegepast om aan te geven met welke snelheid veilig bij een gevaarlijk punt gereden kan worden, onder gunstige omstandigheden.
Vaak treft men verkeersborden met een adviessnelheid aan in combinatie met een waarschuwingsbord, waarbij voor een gevaarlijke situatie wordt gewaarschuwd. Een adviessnelheidsbord is blauw, vierkant en beschreven met witte tekst.
Het is niet verplicht deze adviessnelheid aan te houden als maximumsnelheid, maar het wordt wel aangeraden. Zo geldt op een deel van de Duitse snelwegen geen snelheidslimiet. Echter wel een adviessnelheid van 130 km/u. 
Indien een bestuurder de adviessnelheid negeert en betrokken raakt bij een verkeersongeval, kan dit gevolgen hebben voor zijn aansprakelijkheid.